# Nuria Torres Santo Domingo
Nuria Torres Santo Domingo es una filóloga española especializada en literatura árabe. Ha sido directora de varias bibliotecas de España, como la Biblioteca Islámica "Félix María Pareja" o la Real Biblioteca de Madrid. Asimismo, fue la impulsora del centro de documentación de la Casa Árabe y posteriormente del Ministerio de Defensa, y ha trabajado como catalogadora en la Biblioteca Nacional de Catar.

## Biografía y carrera
Nuria Torres Santo Domingo nació en Madrid en 1960. Es hermana de la autora Marta Torres Santo Domingo. Se licenció en Filología Semítica en 1982 por la Universidad Complutense. También es diplomada en biblioteconomía y máster en documentación digital. Entre 1994 y 2002 fue directora de la Biblioteca Islámica "Félix María Pareja", la biblioteca de temática árabe e islámica más importante de España. También ha dirigido las bibliotecas del Instituto Cervantes en Beirut (2002-2005) y en París (2005-2007), así como la Biblioteca del AECID entre 2012 y 2014, y es la actual directora de la Real Biblioteca, desde 2022. En 2007, Casa Árabe la contactó para crear y desarrollar un Centro de Documentación, y haría lo propio para el Ministerio de Defensa de España en 2014-15. Junto a J. M. Vizcaíno y M. Ibarra Ibaibarriaga publicó en 2013 el libro Catálogo de fondo antiguo con tipografía árabe, en el cual analiza las primeras tipografías árabes, que fueron extraídas de trescientos veinte manuscritos impresos con tipos móviles de escritura árabe.
Su carrera como bibliotecaria se ha centrado en la automatización y digitalización de los distintos catálogos, creando importantes bases de datos de varias bibliotecas españolas. También es muy activa en asociaciones de bibliotecarios de España, destacando que forma parte de la junta directiva de la Sociedad Española de Documentación e Información Científica (SEDIC) y de la  Federación Española de Sociedades de Archivística, Biblioteconomía, Documentación y Museística (FESABID).